# 강덕영
강덕영 (姜德永,1947년 5월 18일 - )은 대한민국의 기업가이다. 1987년 한국유나이티드제약회사와 2008년 유나이티드문화재단, 2012년에 갈렙바이블아카데미를 설립하고 현재 한국유나이티드제약 CEO이다. 한국유나이티드제약은 2009년과 2010년에 미국 경제 전문지 ‘포브스’(FORBES)가 선정하는 아시아 태평양 지역 200대 기업에 연속 선정됐다.
한국유나이티드제약은 현재 200여종의 의약품을 제조하여 30여개 나라에 수출하고 미국 앨라배마주와 베트남 호치민에 현지공장을 가진 다국적 기업으로 발전하였다. 2003년 협력업체들과 공동 윤리경영을 선포하고 2004년 모범성실납세자상, 2005년 기업윤리대상, 2006년 석탑산업훈장을 수상하였다.

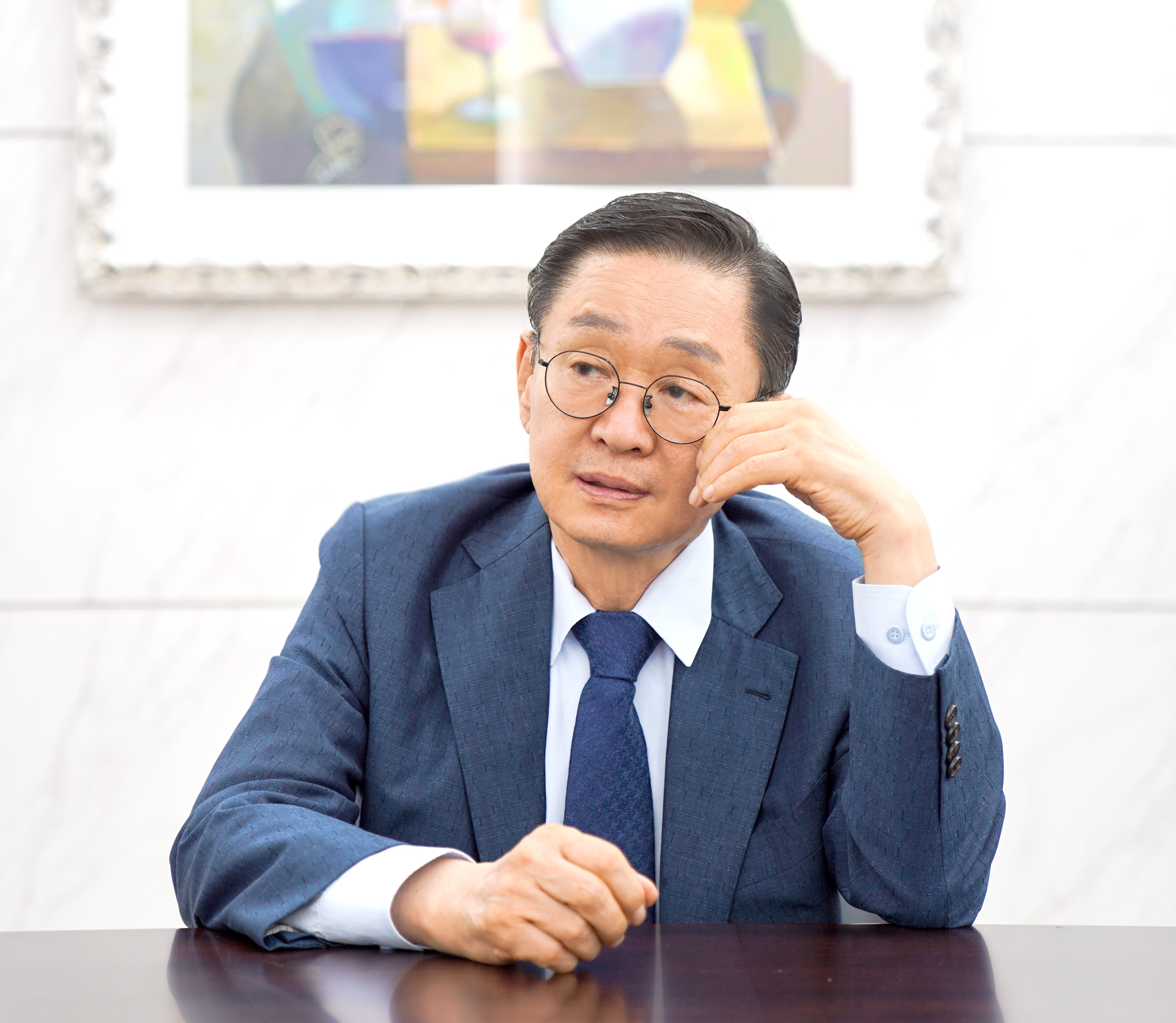
한국유나이티드제약의 강덕영 이사장

## 학력
- 경희대학교 대학원 박사
- 한국외국어대학교 무역학과 졸업
- 한국외국어대학교 대학원 국제통상학 석사
- 2003년 경희대학교 경영대학원 경영학박사 취득
- 1969년 한국외국어대학교 무역학 (석사/박사)
- 1965년 서울 중동고등학교 졸업

## 경력
- 1971년 R.O.T.C 제7기 중위 전역 (통역장교)
- 한국산도스, 동화약품 근무
- 2006년 성균관대학교 약학대학 겸임교수
- 한-미 FTA 자문위원
- 한국유나이티드제약 설립
- 한국유나이티드제약 CEO
- 2008년 대한신학대학원대학교 이사장

## 생애
서울 창신교회 장로로 독실한 크리스천인 강덕영대표는 대한신학대학원대학교 관선이사장을 역임했으며 한국외국어대학교 총동창 회장을 2회 연임했다. 2012년에 갈렙바이블아카데미를 설립, 이사장을 맡아 평신도들이 수준 높은 신학교육을 받을 수 있도록 지원해 왔다. 2008년 한국유나이티드제약을 모태로 유나이티드문화재단을 설립했으며 활발한 문화 및 봉사활동으로 우수공익재단으로 선정됐다. 유나이티드문화재단은 10여가지의 활발한 대외사업을 통해 우리나라의 문화를 세계에 소개하고 또 다양한 문화소통의 장이 되고 있다. 

## 활동
강덕영 회장이 주도적으로 만든 유나이티드문화재단의 활동을 소개하면 다음과 같다.  

### 유나이티드와 함께 하는 가족음악회, Family Concert
유나이티드문화재단은 가족음악회를 통해 낯설고 어려운 인식이 강한 클래식 음악의 대중화에 앞장서 왔다. 2004년 하우스 콘서트를 시작으로 2015년부터는 매년 50회 이상의 음악회를 개최하며 클래식 음악 보급에 앞장서고 있다. 특히 이 연주회에는 80인조 유나이티드필하모니오케스트라(지휘 김봉미 교수)가 함께 하고 있다. 조선을 사랑한 선교사들의 이야기 ‘여명의 빛’, ‘동방의 등불’ 등 식민 통치 시기에 우리 민족에게 도움을 주었던 이들을 돌아보는 오케스트라 음악회를 개최하고 있다. 

### 갈렙 바이블 아카데미
복음주의 신학을 교육하는 평신도 양성기관인 CBA는 성경을 좀 더 깊이 있고 체계적으로 배워보자는 취지로 2012년 3월에 설립된 비영리기독교육기관이다. 그동안 주로 사회 리더급 크리스천들이 참석, 한국교회 질적 성장에 기여했다는 평을 듣고 있는 CBA는 유나이티드문화재단의 후원으로 발전해 왔으며 올해부터는 신학에 관심을 갖고 공부를 원하는 모든 평신도들에게 프로그램을 개방, 문호를 넓혔다. 오는 28일 개강하는 2017년 강좌는 피영민(종교개혁500주년) 목사, 이태희(인류역사와 세계관) 변호사, 박형용(에베소서) 이종전(초대교회사) 라은성(중세교회사) 박수암(요한계시록1, 2) 교수, 김진홍(주기도문) 목사, 김진섭(구약의 성령론) 손석태(구속사) 교수 등이 강의한다. 강의는 매주 화요일 오후 6시부터 서울 역삼동 유나이티드문화재단에서 열린다. 수강자들은 4학기 수료후 평신도 선교사 자격증도 수여한다. 등록은 홈페이지(cbaits.kr)를 통해서도 할 수 있다.

### 하얼빈 유나이티드 소녀 방송 합창단
재단이 창단해 지원 중인 ‘유나이티드 소녀 방송 합창단’은 중국에 살고 있는 조선족 여중생들로 구성된 최초의 합창단이다. 중국 내 각종 대회에서 여러 차례 수상했으며, 2010년에 는 월드비전이 주최하는 ‘세계 어린이 합창제’에 중국 대표로 참가, 한국을 방문하기도 했다. 2012년에 한중 수교 20주년 기념 단독 내한 공연을 성공적으로 치렀다. 잊혀가는 고국의 노래를 기억할 뿐만 아니라 체계적인 교육과 다양한 무대 경험을 제공하고, 학생들이 장차 중국과 한국의 위상도 드높일 수 있는 세계적인 음악가가 될 수 있도록 아낌없이 지원하고 있다.

### 전국 조선족 어린이 방송문화축제
홈타민컵 전국 조선족 어린이 방송 문화 축제’는 중국 전역 약 200만 명의 조선족 전체가 참여하는 조선족 최대의 축제다. 2002년부터 매년 중국 전역의 모든 조선족 어린이들을 대상으로 치러지고 있으며 현재까지 1200여 조선족어린이가 참여했다. 장기자랑 대회 형식으로 ‘노래자랑’, ‘글짓기자랑’, ‘이야기자랑(동화 구연)’, ‘피아노자랑’의 총 4개 부문으로 나뉘며 모든 부문이 우리말(한국어)과 우리글(한글)로 진행된다. 이 행사는 조선족 사회의 단합을 도모하고 그들의 고국인 한국의 얼과 문화를 계승하며, 자라나는 세대들로부터 점차 잊히던 한국의 말과 글, 문화를 일깨워주기 위한 취지로 진행되고 있다. 현재 이 축제는 조선족 사회는 물론  중국 내의 비 조선족 어린이들에게도 한글, 한국어 공부 열풍을 일으키고 있다.

### 유나이티드 유스오케스트라
자라나는 유년 및 청소년들에게 전문적인 음악교육을 받을 수 있도록 하는 동시에 이들이 각 종 연주회 및 봉사를 펼칠 수 있도록 유스오케스트라(지휘 김영수)를 설립, 운영 중이다. 경험 풍부한 프로 지휘자와 전문적인 코칭강사가 함께하는 오케스트라로 바이올린, 비올라, 첼로, 플롯, 타악기 등 현재 시향 등 오케스트라 활동하는 코칭강사들이 단원들을 지도해 주고 있다. 따라서 초등학교 3학년~고등학생이 단원활동 희망시 오디션을 통한 장학금 지원도 가능하다. 모집파트는 플릇 (피콜로), 오보에, 클라리넷, 바순, 트럼펫, 호른, 테너 트롬본, 베이스 트롬본, 튜바, 타악기, 바이올린, 비올라, 첼로, 베이스, 하프이며 자세한 내용은 문의(02-3486-7233)하면 된다. 유나이티드문화재단은 현재 소외계층(다문화가정, 차상위계층, 저소득층, 새터민, 외국인 근로자, 목회자 자녀) 학생의 오케스트라 활동을 지원하고 있다.

### 갈렙밝은문화은목회(은목회)
평생 복음사역에 헌신해온 은퇴 목회자들이 각자 가진 영성과 지혜를 모아 한국교회 성장과 발전에 기여할 수 있도록 협력하는 단체로 2011년 7월 창립됐다. 이 은퇴목회는 은퇴 목회자들의 축적된 영성을 모아 밝은 사회, 건전한 문화를 만들어 가자는 목적으로 설립되었으며 특히 어려운 상황에 있는 은퇴 목회자를 지원하고 정기적으로 예배를 드림으로써 교회연합을 추구하게 된다. 현재 정기적으로 모여 식사와 예배를 드리며 교통비와 선물을 드리고 있다. 또 사회적 이슈나 사안에 대해 원로목사들의 입장을 발표, 한국교회의 건강한 진로를 제시한다. 회원은 매년 70명 단위로 바뀌며 은퇴한 목회자라면 누구나 은퇴목회에 참여할 수 있으며 이 역시 유나이티드문화재단이 후원하고 있다.

### 경기도 광주 히스토리캠퍼스(근대선교역사박물관, 성경박물관, 노아의 방주, 솔로몬성전)
경기도 광주 곤지암 궁평리 1만5000여평 부지에 들어선 히스토리캠퍼스(He’story Campus)는 기독교인은 물론 일반인들에게 하나님의 창조역사와 성경의 무오성, 한국 근대 역사에 기독교가 얼마나 큰 공헌을 했는지를 보여주는 대규모 시설이다. 먼저 선교박물관은 한국 근대화의 초석을 마련한 선교사들과 기독교인들의 생생한 역사를 통해 기독교가 우리 한국근대사에 어떤 역할을 했는지 특수영상과 다양한 자료를 보고 깨달을 수 있도록 보여주고 있다. 아울러 400석의 실내공연장과 1500석의 야외공연장, 500㎡(151평)의 박물관 내부 외에도 성경66권 주제를 담은 성경박물관도 있어 성경내용을 압축해 소개하고 있다. 또 노아의 방주와 솔로몬성전도 건립돼 하나님의 창조역사와 성경의 무오성을 증명해 주고 있다. 야외산책로도 있는 히스토리캠퍼스는 많은 이들에게 공연과 전시는 물론 기독교를 폭넓게 이해하는 명소가 되고 있다. 유나이티드 문화재단 강덕영 이사장은 연매출 4000여억 원에 가까운 한국유나이티드제약을 이끌면서 이 문화재단을 통해 다양한 사회봉사와 문화사업, 선교를 펼치고 있다. 강 이사장은 그동안 10여권의 신앙 칼럼집을 출간했으며 현재 언론을 통해 방송도 하고 칼럼도 쓰고 있다. 강 이사장은 “욕심에 따라 일을 하면 그것이 이뤄지더라도 허망한데 하나님의 일이라고 여기면 기쁨과 열정이 넘친다”며 “주님이 허락하신 청지기로서의 소임을 다할 수 있길 항상 기도한다.”고 밝혔다. 그는 세계 3대 인명사전 중 하나인 ‘마르퀴즈 후즈 후 인 더 월드’(The Marquis Who’s Who in the World) 2013년 판에도 등재됐다.

### 히스토리캠퍼스란?
‘인류의 역사’가 결국 하나님의 이야기’인 것이라 믿고 그분의 이야기 장소(He’story Campus)를 만들어 보려 한 것이다. 이곳을 찾는 모든 분이 한국 기독교의 바른 역사 정립과 함께 성경 전체를 한눈에 조망해 봄으로써 믿음의 정체성 회복에 도움이 되었으면 하는 취지다. 이곳 부지 마련과 박물관 건립 등 모든 과정에 여러 재능기부와 유물기증이 있어서 건립할 수 있었다.

### 히스토리캠퍼스 내부 구성은
“5만여㎡(1만5000평)에 역사박물관과 성경박물관, 갤러리, 실내공연장, 야외공연장, 산책로, 숙소, 도서관, 연구실, 강의실, 카페, 휴게실 등이 들어서 있다. 일부는 아직 내부 인테리어가 진행 중이고 여기에 솔로몬 성전과 노아의 방주를 재현한 공간과 숙소, 야외공원이 더 들어설 예정이다. 오신 분들이 하루나 이틀 이곳에서 기독교인의 정체성을 회복하고 쉼을 통해 신앙 재충전이 이뤄질 수 있도록 신경을 써서 설계했다.

### 한국기독교 역사박물관은?
조선이 외세에 신음하며 질병과 가난으로 고통받을 때 교육과 의료, 문화 등 새 문물을 도입하고 기독교 복음을 전파함으로써 한국이 긴 잠에서 깨어나도록 도운 이들이 바로 서양 선교사들이다. 오직 성령의 감동으로 목숨을 걸고 한국을 찾아준 그 고마움을 역사적 기록으로 꼭 남기고 싶었다. 조선의 암담했던 현실과 선교사들이 한국에서 학교를 세우고 병자를 고치며 사회운동, 여성 평등, 한글 보급에 앞장선 내용을 잘 기록했다. 특히 이런 선교사들의 노고를 발판으로 시련을 이겨낸 한국이 ‘한강의 기적’을 만들어내며 세계에서 두 번째로 많은 선교사를 파송하는 나라가 됐음을 보여주고 있다.

### 성경박물관은?
성경박물관은 인간과 만물이 지어진 천지창조부터 앞으로 있을 세상의 종말까지를 다룬 것이다. 성경 66권에 수록된 기독교 역사와 사건을 자료와 삽화, 유물을 통해 한눈에 보고 이해할 수 있도록 전시했다. 구약관 신약관으로 나뉘어져 연대별, 사건별, 인물별로 성경 전체를 일목요연하면서도 쉽게 이해하도록 구성했다. 성경의 놀라운 역사 속으로 천천히 들어가 이곳에 새겨진 하나님의 뜻과 섭리를 되새기고 이를 통해 우리에게 주시는 말씀이 무엇인지 깊이 묵상할 수 있는 공간이 되면 좋겠다. 특히 성서고고학회 회장 원용국 박사님께서 50여년간 모으신 성서유물 1000여점을 기증해 주셔서 전시에 큰 도움이 됐다.

### 히스토리캠퍼스를 통한 비전
히스토리캠퍼스는 선교사들의 헌신과 열정을 기록한 역사박물관과 성경 66권을 쉽게 이해하도록 만든 성경박물관이 핵심이다. 아울러 기독교 관련 공연과 전시, 기독교를 폭넓게 이해하는 명소가 되도록 관련 전문가들이 최선을 다해 건축한 은혜로운 공간이다. 이곳에 하루나 1박 2일 프로그램을 잘 짜서 신앙인의 정체성 회복과 바른 역사관 정립, 성경 이해를 돕는 명소가 되도록 계속 발전시켜 나가고자 한다. 

## 저서
- 『1% 가능성에 도전하라』(2007)
- 『희망의 끈을 찾아서』(2016)
- 『사랑하지 않으면 떠나라』
- 『그럼에도 불구하고 할 수 있다』
- 『좋은 교인 좋은 크리스천』
- 『종교인과 신앙인』
- 『목적대로 쓰임 받는 크리스천』
- 『그럼에도 불구하고 할 수 있다』
- 여명의 빛 조선을 깨우다
- 『복음의 빛, 한국을 살리다』
- 『밝은 문화를 세계로』등 다수

## 수상
- 2015년 철탑산업훈장 수훈
- 2007년 한국외국어대학교 27, 28대 총동문회장
- 2006년 석탑산업훈장 수훈
- 2005 기업윤리대상
- 2004년 모범성실납세자 선정
- 2003년 한국을 빛낸 사람들 선정

## 사진들

유나티드문화재 사진들
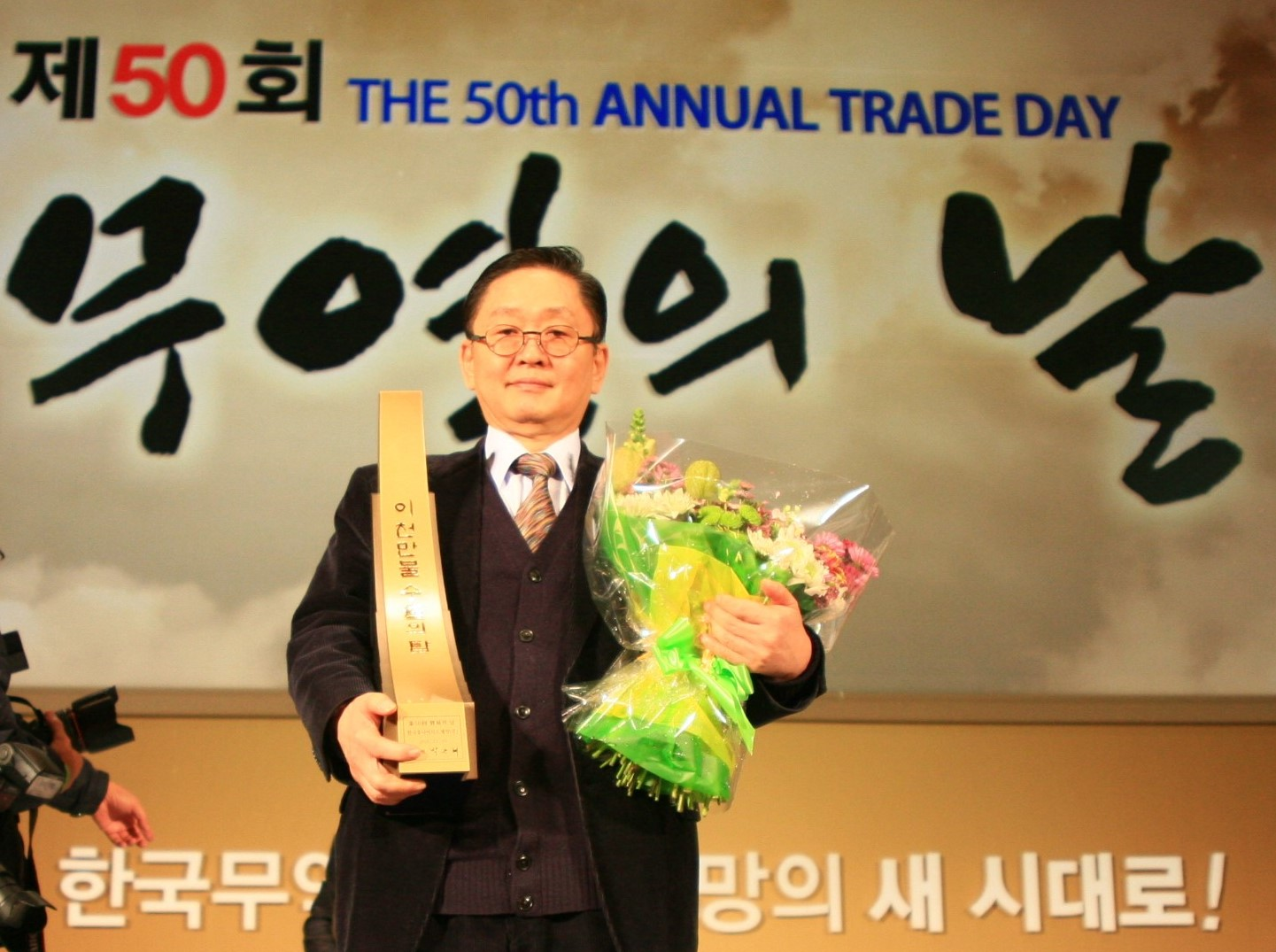
2천만불 수출의 탑 강덕영 대표
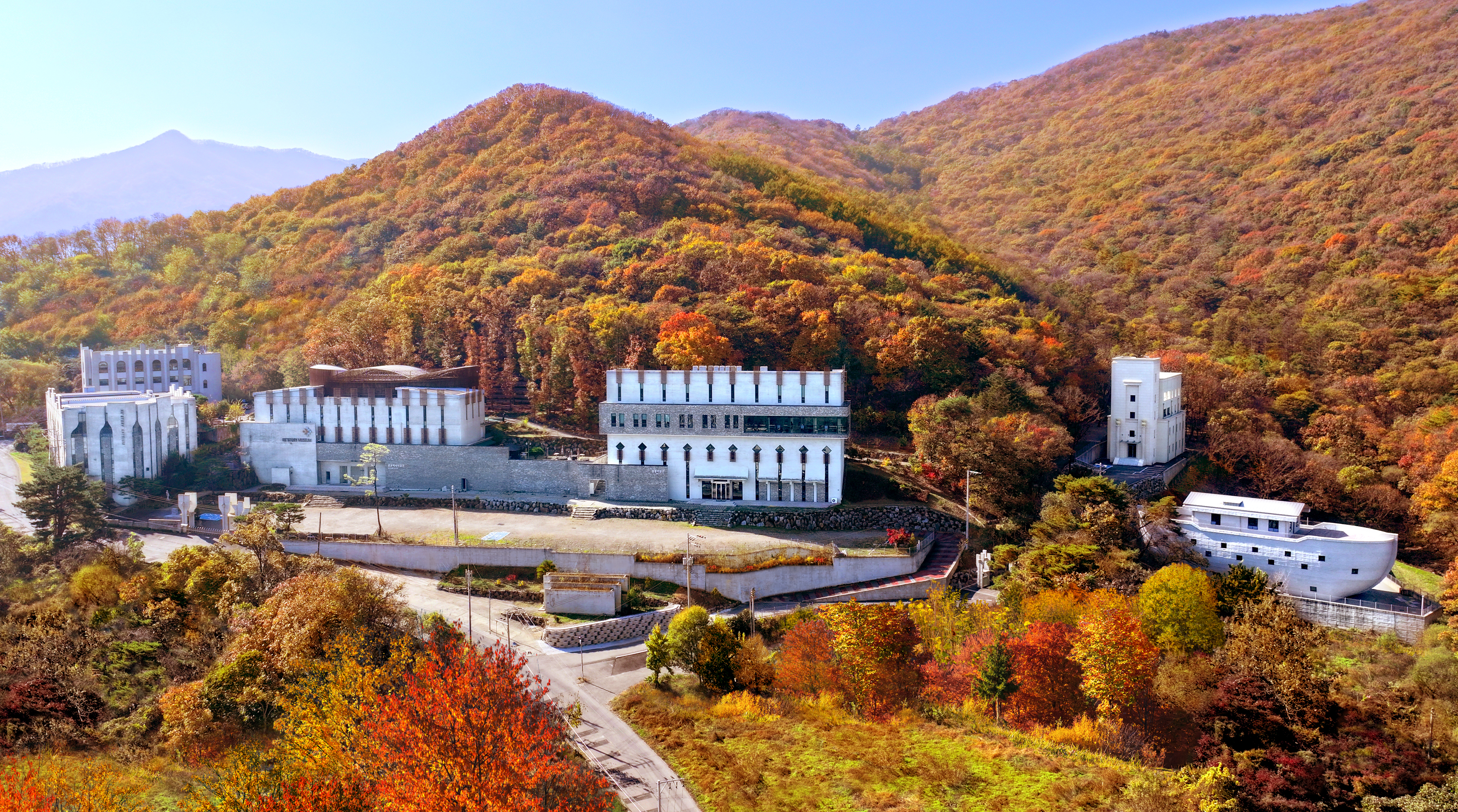
경기도 광주 히스토리캠퍼스 전경
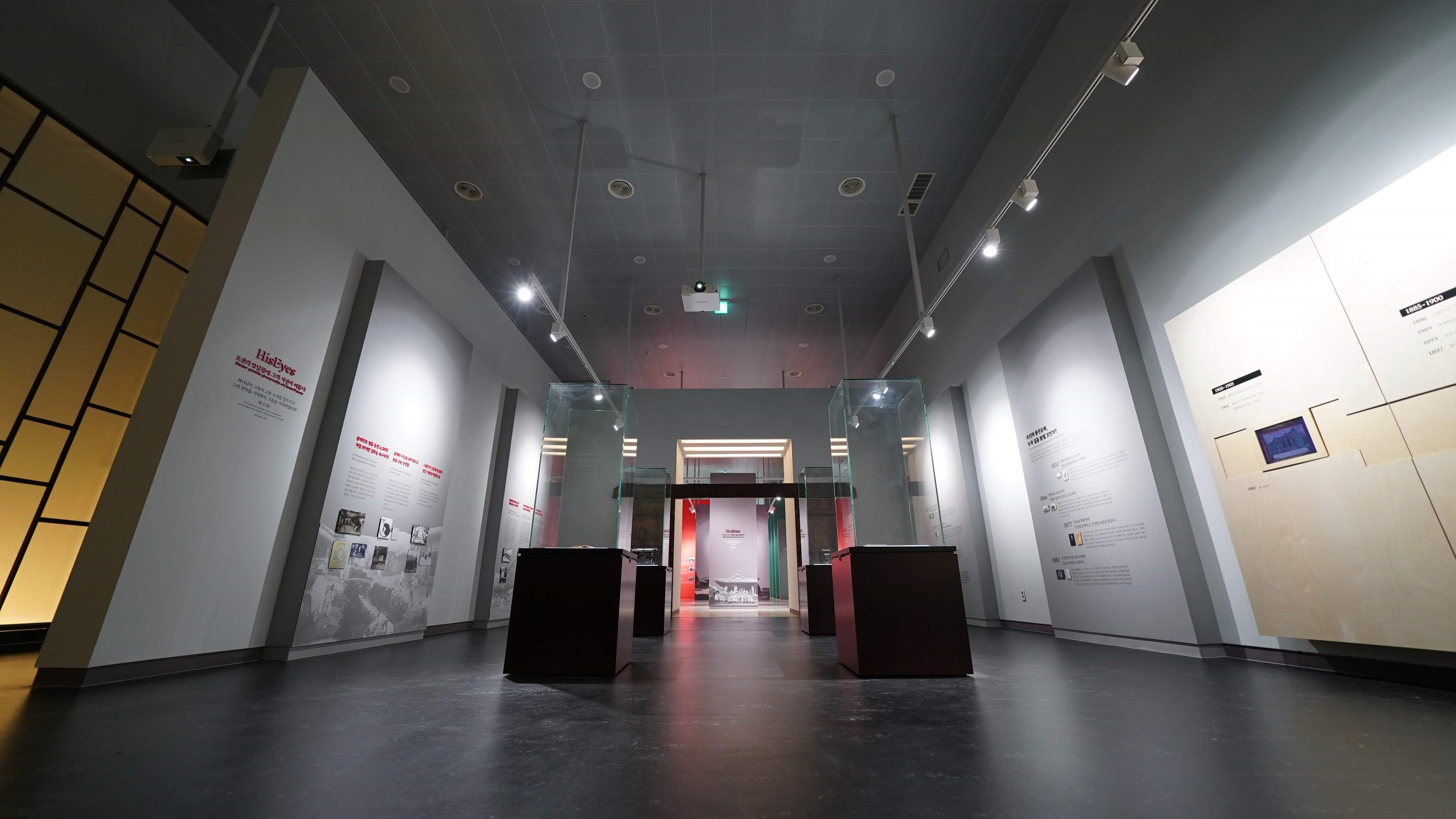
역사박물관 내부
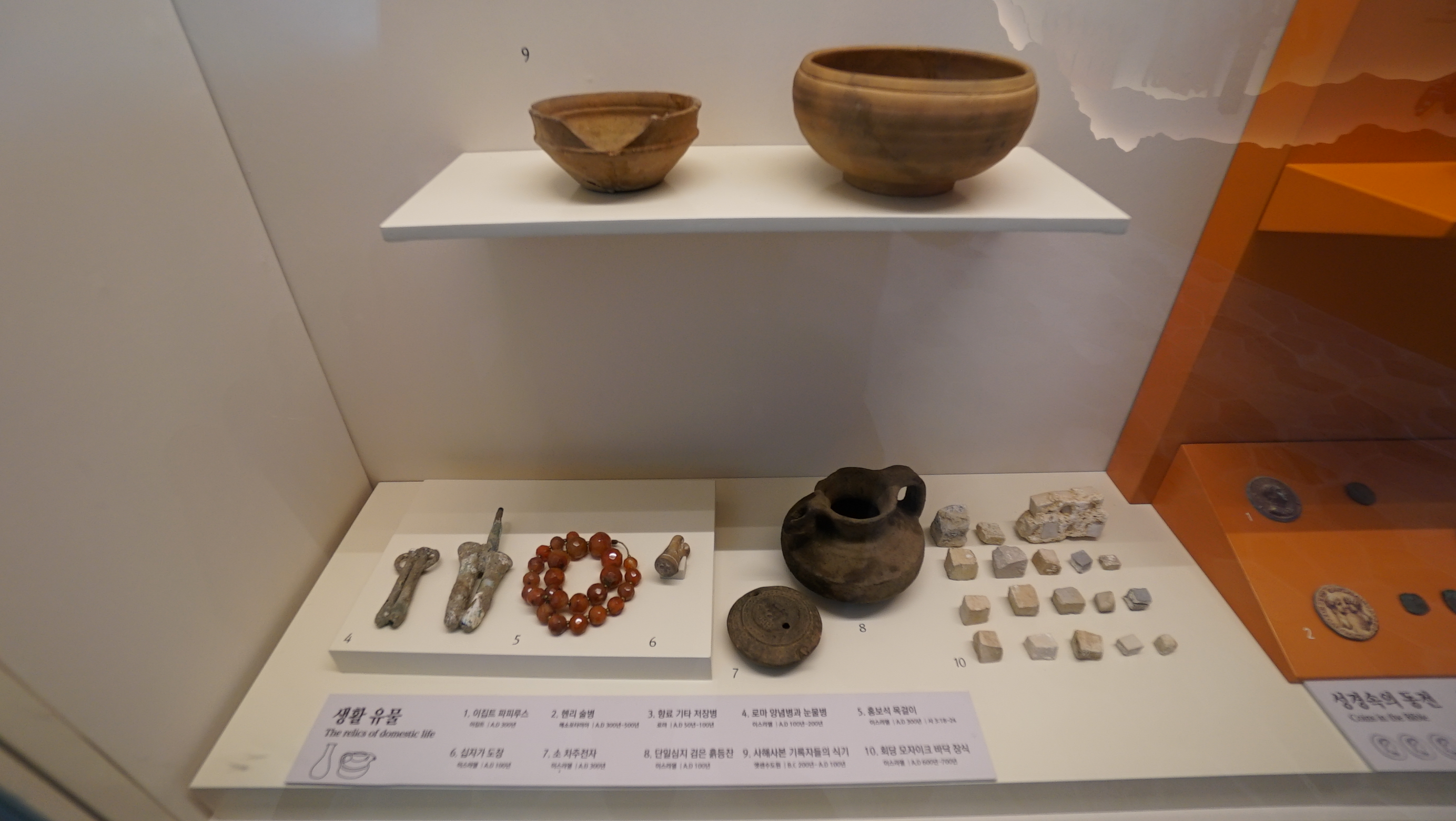
성경박물관
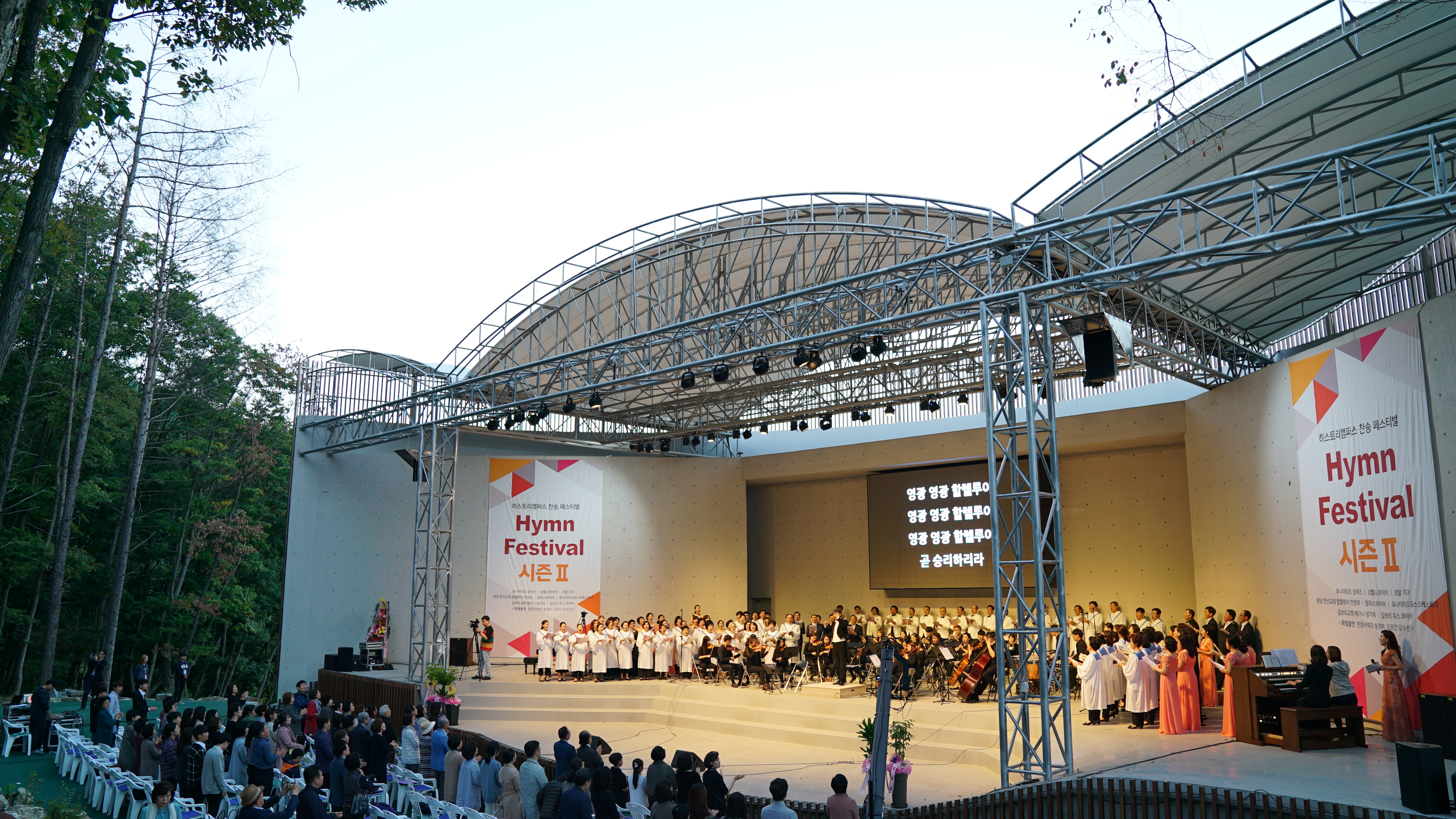
야외음악당 공연
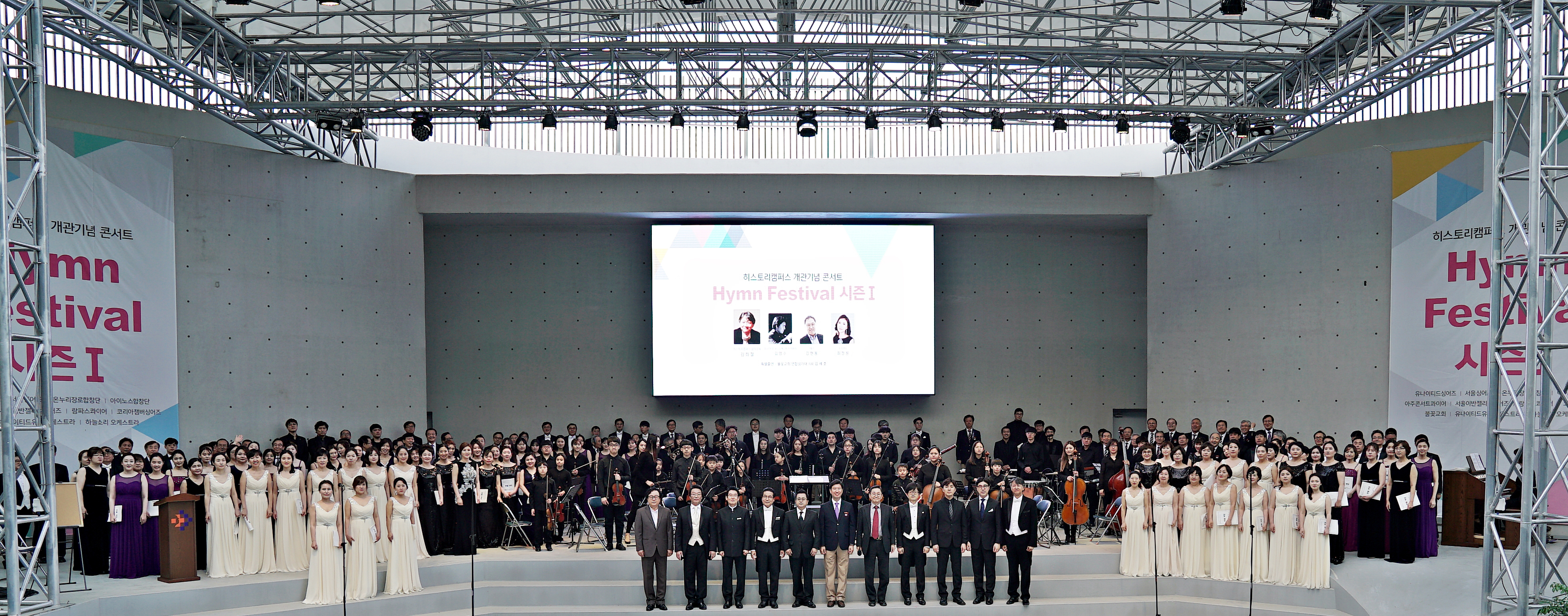
히스토리캠퍼스 개관기념콘서트
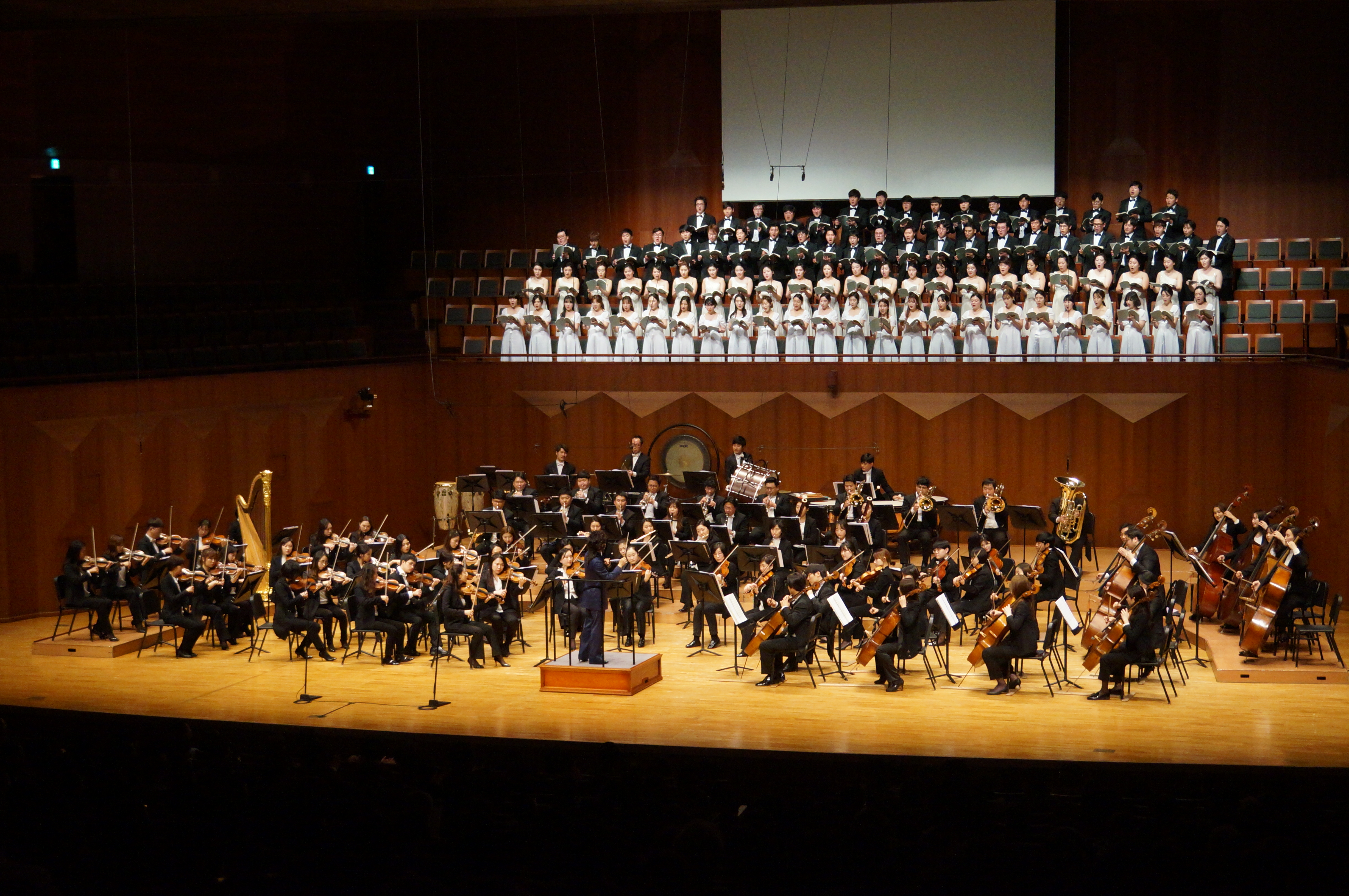
유나이티드 필하모니오케스트라
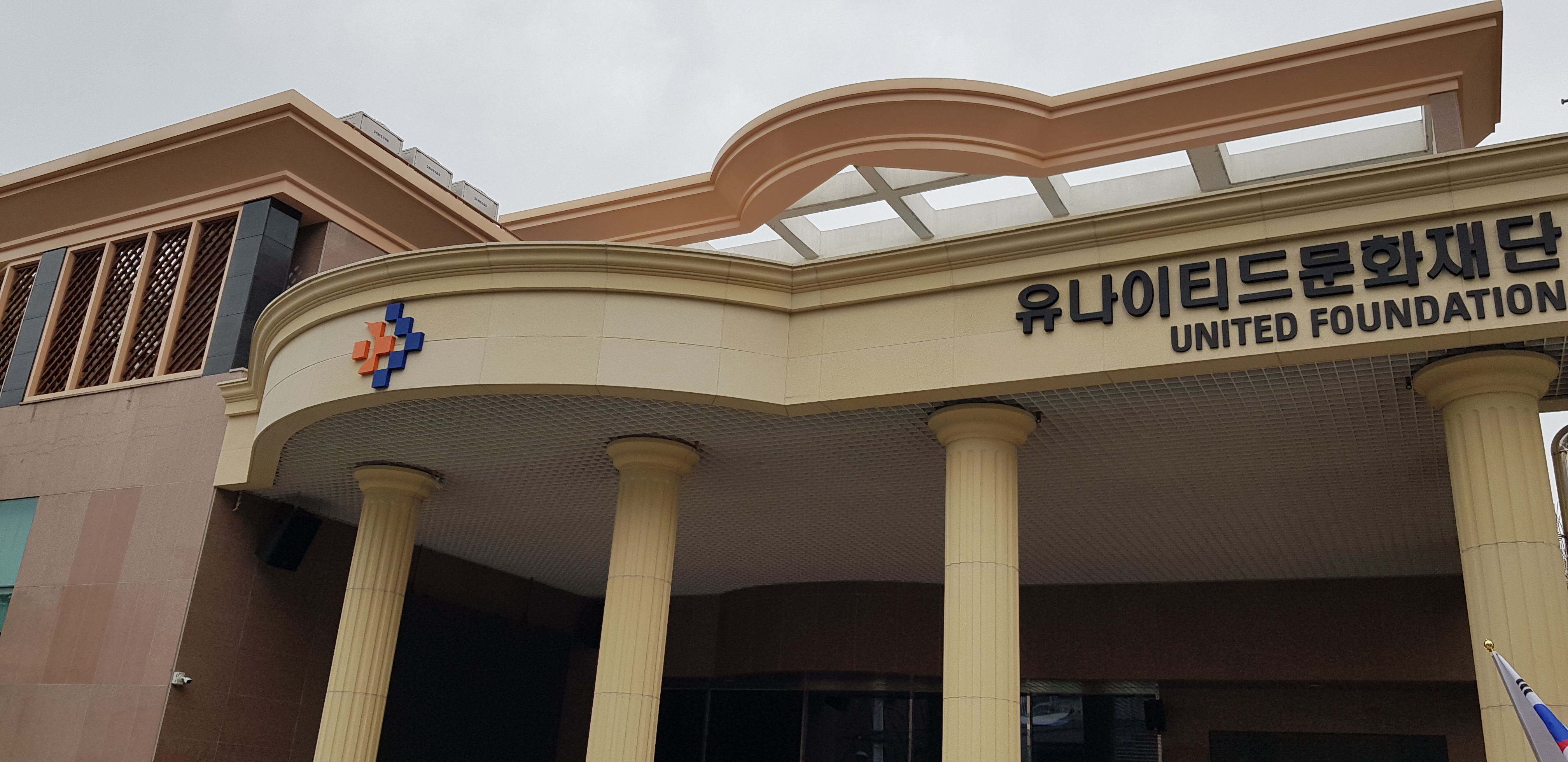
유나이티드문화재단 서울 강남
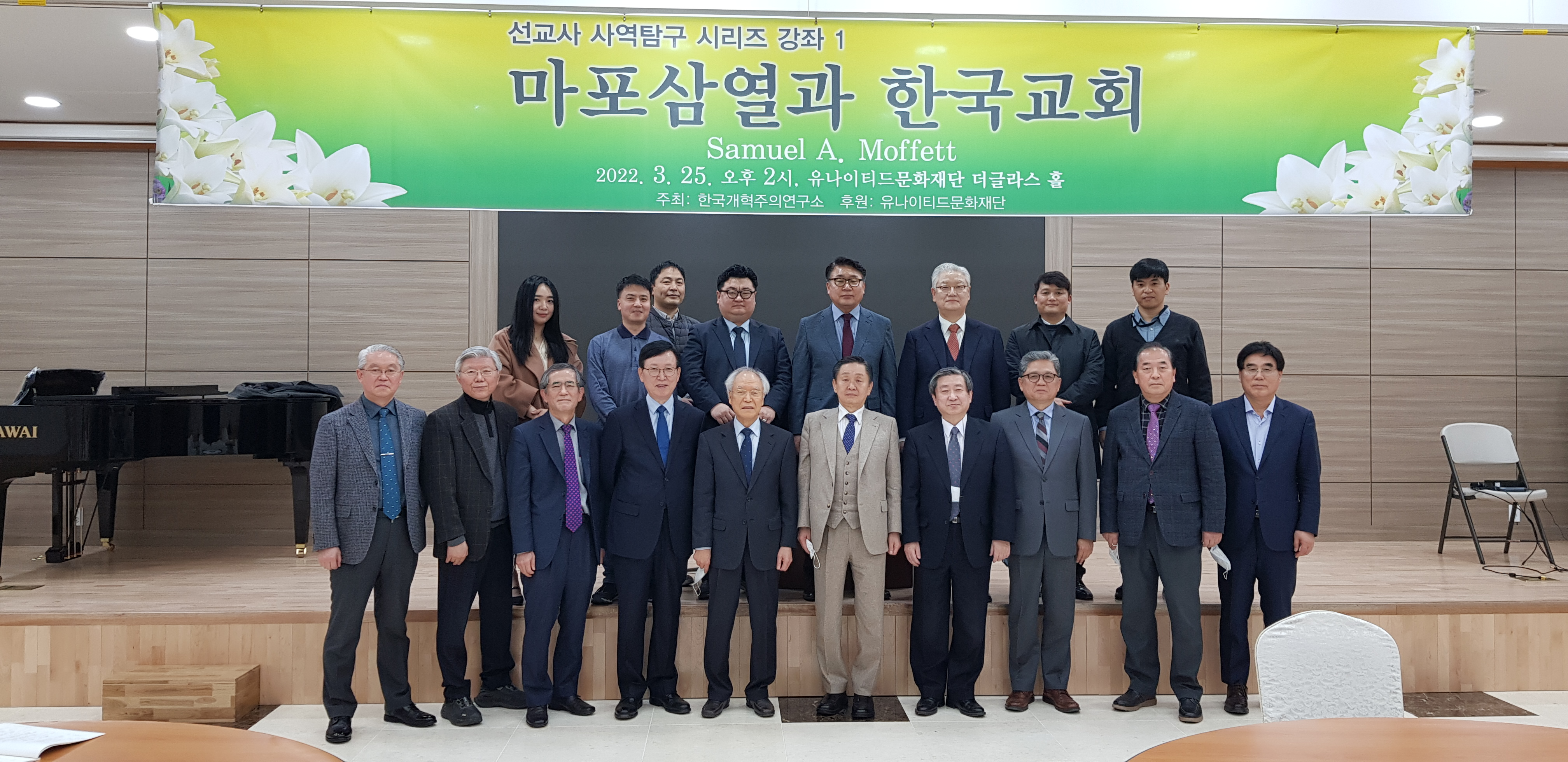
한국개혁주의연구소 서울 유나이티드문화재단  2022년 3월 25일

## 같이 보기
- 유나이티드문화재단
- 한국유나이티드제약